# Robur Tiboni Urbino Volley 2014-2015
Questa voce raccoglie le informazioni riguardanti la Robur Tiboni Urbino Volley nelle competizioni ufficiali della stagione 2014-2015.

## Stagione

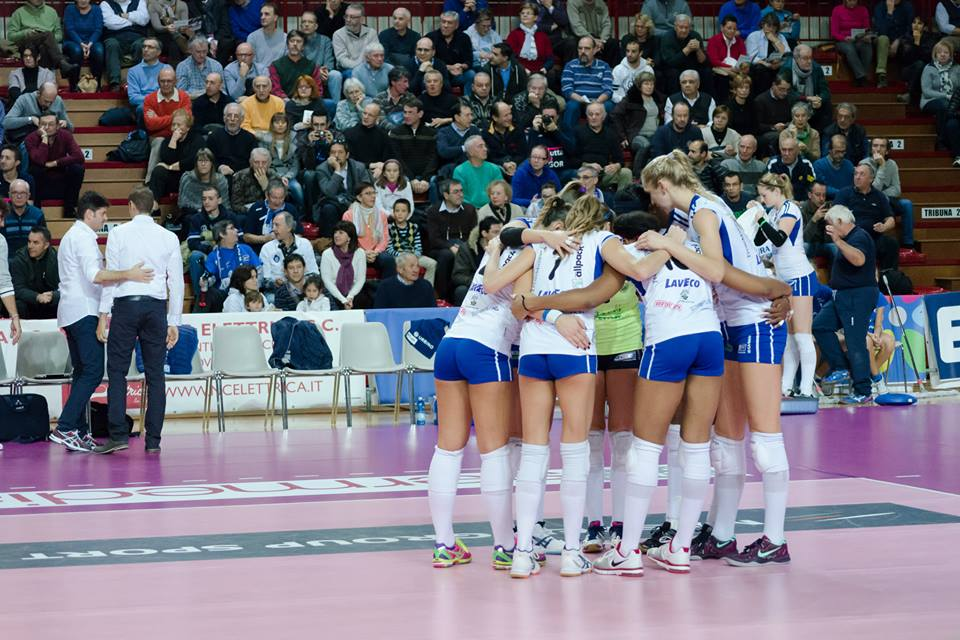
La squadra festeggia la realizzazione di un punto

La stagione 2014-15 è per la Robur Tiboni Urbino Volley, sponsorizzata dalla Zeta System, la sesta consecutiva in Serie A1; confermato l'allenatore Stefano Micoli viene poi sostituito a stagione in corso da Jan de Brandt: anche la rosa è quasi completamente stravolta rispetto all'annata precedente con gli acquisti di Giulia Agostinetto, Lucía Fresco, Monica Lestini, Hayley Spelman, Eleonora Bruno, Jessica Walker e Kyla Richey, poi rilasciata durante il campionato, e le cessioni di Bernarda Brčić, Luna Carocci, Olivera Kostić, Chiara Negrini e Jaimie Thibeault. Tra le confermate: Lisa Zecchin, Alice Santini e Kiesha Leggs.
Nel girone di andata del campionato la squadra di Urbino ottiene solamente sconfitte, chiudendo all'ultimo posto, senza aver conquistato neanche un punto ed esclusa dalla Coppa Italia. La situazione non cambia nel girone di ritorno: tuttavia riesce a vincere l'unica partita della stagione, per 3-1, alla tredicesima giornata contro il Forlì, seguita poi dalla conquista di un ulteriore punto nella giornata successiva a seguito della sconfitta contro l'Imoco Volley per 3-2; la regular season si chiude quindi con la sconfitta al tie-break contro la Pallavolo Scandicci che condanna la Robur Tiboni Urbino Volley all'ultimo posto in classifica e alla retrocessione in Serie A2.

## Organigramma societario
Area direttiva
- Presidente: Giancarlo Sacci
- Vicepresidente: Michele Columella
- Amministrazione: Carlo Spinaci
- Segreteria generale: Claudio Buoncompagni
- Addetta segreteria: Romina Bartoccini

Area organizzativa
- Direttore sportivo: Gianluca Merendoni
- Dirigente: Curzio Cimatti, Riccardo Gualazzi, Luciano Gamba, Anteo Valbonese
- Magazzino: Paolo Tempesta
- Responsabile palasport: Liviano Pierini

Area tecnica
- Allenatore: Stefano Micoli (fino al 9 dicembre 2014), Jan de Brandt (dal 8 gennaio 2014)
- Allenatore in seconda: Andrea Ebana
- Scout man: Domenico Petruzzelli
- Responsabile settore giovanile: Antonio Bernardini
- Addetto agli arbitri: Cesare Vitali

Area comunicazione
- Addetto stampa: Giuseppe Biancalana
- Responsabile comunicazione: Francesco Laterza
- Responsabile riprese TV: Paolo Tempesta
- Speaker: Giuseppe Biancalana

Area marketing
- Responsabile marketing: Francesco Laterza
- Responsabile sponsor: Sandro Cangiotti

Area sanitaria
- Medico: Enrico Recupero
- Preparatore atletico: Antonio Rinaldi
- Chinesiologo: Massimo Volteggi

## Rosa
| N° | Nome               | Ruolo | Data di nascita  | Nazionalità sportiva |
| -- | ------------------ | ----- | ---------------- | -------------------- |
| 1  | Lisa Zecchin       | P     | 18 febbraio 1992 | Italia               |
| 2  | Giulia Agostinetto | P     | 2 ottobre 1987   | Italia               |
| 3  | Eleonora Bruno     | L     | 15 aprile 1994   | Italia               |
| 4  | Kyla Richey        | S     | 20 giugno 1989   | Canada               |
| 5  | Lucía Fresco       | S/O   | 14 maggio 1991   | Argentina            |
| 6  | Marianna Vujko     | C     | 15 maggio 1992   | Italia               |
| 7  | Alice Santini      | S     | 16 gennaio 1984  | Italia               |
| 9  | Monica Lestini     | S     | 13 gennaio 1994  | Italia               |
| 10 | Jessica Walker     | C     | 9 agosto 1989    | Stati Uniti          |
| 11 | Hayley Spelman     | S/O   | 11 giugno 1991   | Stati Uniti          |
| 13 | Veronica Giacomel  | L     | 28 dicembre 1993 | Italia               |
| 18 | Kiesha Leggs       | C     | 26 aprile 1990   | Stati Uniti          |

## Mercato
| Acquisti | Acquisti           | Acquisti     | Acquisti   |
| R.       | Nome               | da           | Modalità   |
| -------- | ------------------ | ------------ | ---------- |
| P        | Giulia Agostinetto | IHF          | definitivo |
| L        | Eleonora Bruno     | Bergamo      | definitivo |
| S/O      | Lucía Fresco       | Potsdam      | definitivo |
| L        | Veronica Giacomel  | Beng Rovigo  | definitivo |
| S        | Monica Lestini     | Antares      | definitivo |
| S        | Kyla Richey        | Yeşilyurt    | definitivo |
| S/O      | Hayley Spelman     | Forlì        | definitivo |
| C        | Marianna Vujko     | Cadelbosco   | definitivo |
| C        | Jessica Walker     | Telekom Baku | definitivo |

| Cessioni | Cessioni          | Cessioni          | Cessioni   |
| R.       | Nome              | a                 | Modalità   |
| -------- | ----------------- | ----------------- | ---------- |
| P        | Bernarda Brčić    | Le Cannet         | definitivo |
| L        | Luna Carocci      | River             | definitivo |
| S        | Alessandra Casoli | Holimpia Siracusa | definitivo |
| S        | Danna Escobar     | ?                 | definitivo |
| L        | Sofia Giombetti   | Marsala           | definitivo |
| C        | Ludovica Guidi    | Évreux            | definitivo |
| S/O      | Olivera Kostić    | LJ                | definitivo |
| S        | Chiara Negrini    | San Casciano      | definitivo |
| S        | Kyla Richey       | Vilsbiburg        | definitivo |
| C        | Jaimie Thibeault  | Legionovia        | definitivo |

## Risultati

### Serie A1

#### Girone di andata
| 1ª giornata - 2 novembre 2014 PalaMondolce, Urbino                | Robur Tiboni Urbino | 0 - 3 | Bergamo             | 11-25, 25-27, 12-25        |
| 2ª giornata - 9 novembre 2014 PalaRomiti, Forlì                   | Forlì               | 3 - 0 | Robur Tiboni Urbino | 25-22, 25-17, 25-21        |
| 3ª giornata - 16 novembre 2014 PalaMondolce, Urbino               | Robur Tiboni Urbino | 1 - 3 | Imoco               | 24-26, 20-25, 25-20, 24-26 |
| 4ª giornata - 19 novembre 2014 PalaTerdoppio, Novara              | AGIL                | 3 - 0 | Robur Tiboni Urbino | 25-14, 25-18, 25-16        |
| 5ª giornata - 23 novembre 2014 PalaYamamay, Busto Arsizio         | Busto Arsizio       | 3 - 0 | Robur Tiboni Urbino | 25-19, 25-20, 25-14        |
| 6ª giornata - 29 novembre 2014 PalaMondolce, Urbino               | Robur Tiboni Urbino | 0 - 3 | LJ                  | 22-25, 20-25, 20-25        |
| 7ª giornata - 3 dicembre 2014 PalaBanca, Piacenza                 | River               | 3 - 1 | Robur Tiboni Urbino | 25-15, 25-16, 21-25, 25-20 |
| 8ª giornata - 7 dicembre 2014 PalaMondolce, Urbino                | Robur Tiboni Urbino | 0 - 3 | Casalmaggiore       | 9-25, 22-25, 17-25         |
| 9ª giornata - 15 dicembre 2014 Nelson Mandela Forum, Firenze      | San Casciano        | 3 - 0 | Robur Tiboni Urbino | 25-20, 25-21, 25-21        |
| 10ª giornata - 21 dicembre 2014 PalaMondolce, Urbino              | Robur Tiboni Urbino | 1 - 3 | Flero               | 18-25, 16-25, 25-23, 22-25 |
| 11ª giornata - 26 dicembre 2014 Palazzetto dello Sport, Scandicci | Savino Del Bene     | 3 - 0 | Robur Tiboni Urbino | 25-16, 25-21, 25-11        |

#### Girone di ritorno
| 12ª giornata - 4 gennaio 2015 PalaNorda, Bergamo     | Bergamo             | 3 - 0 | Robur Tiboni Urbino | 25-18, 25-15, 25-21               |
| 13ª giornata - 11 gennaio 2015 PalaMondolce, Urbino  | Robur Tiboni Urbino | 3 - 1 | Forlì               | 25-20, 19-25, 25-23, 25-22        |
| 14ª giornata - 18 gennaio 2015 PalaVerde, Villorba   | Imoco               | 3 - 2 | Robur Tiboni Urbino | 25-18, 19-25, 22-25, 25-22, 15-10 |
| 15ª giornata - 24 gennaio 2015 PalaMondolce, Urbino  | Robur Tiboni Urbino | 0 - 3 | AGIL                | 20-25, 17-25, 20-25               |
| 16ª giornata - 25 febbraio 2015 PalaMondolce, Urbino | Robur Tiboni Urbino | 0 - 3 | Busto Arsizio       | 13-25, 18-25, 16-25               |
| 17ª giornata - 14 febbraio 2015 PalaPanini, Modena   | LJ                  | 3 - 0 | Robur Tiboni Urbino | 25-20, 25-15, 25-18               |
| 18ª giornata - 22 febbraio 2015 PalaMondolce, Urbino | Robur Tiboni Urbino | 0 - 3 | River               | 24-26, 20-25, 16-25               |
| 19ª giornata - 8 marzo 2015 PalaRadi, Cremona        | Casalmaggiore       | 3 - 0 | Robur Tiboni Urbino | 25-17, 25-8, 25-16                |
| 20ª giornata - 15 marzo 2015 PalaMondolce, Urbino    | Robur Tiboni Urbino | 1 - 3 | San Casciano        | 16-25, 22-25, 25-23, 26-28        |
| 21ª giornata - 22 marzo 2015 PalaGeorge, Montichiari | Flero               | 3 - 0 | Robur Tiboni Urbino | 25-15, 25-15, 25-22               |
| 22ª giornata - 29 marzo 2015 PalaMondolce, Urbino    | Robur Tiboni Urbino | 2 - 3 | Savino Del Bene     | 25-16, 15-25, 19-25, 28-26, 10-15 |

## Statistiche

### Statistiche di squadra
| Competizione | Punti | In casa | In casa | In casa | In trasferta | In trasferta | In trasferta | Totale | Totale | Totale |
| Competizione | Punti | G       | V       | P       | G            | V            | P            | G      | V      | P      |
| ------------ | ----- | ------- | ------- | ------- | ------------ | ------------ | ------------ | ------ | ------ | ------ |
| Serie A1     | 5     | 11      | 1       | 10      | 11           | 0            | 11           | 22     | 1      | 21     |
| Totale       | -     | 11      | 1       | 10      | 11           | 0            | 11           | 22     | 1      | 21     |

G = partite giocate; V = partite vinte; P = partite perse

### Statistiche dei giocatori
| Giocatore      | Serie A1 | Serie A1 | Serie A1 | Serie A1 | Serie A1 | Totale | Totale | Totale | Totale | Totale |
| Giocatore      | P        | PT       | AV       | MV       | BV       | P      | PT     | AV     | MV     | BV     |
| -------------- | -------- | -------- | -------- | -------- | -------- | ------ | ------ | ------ | ------ | ------ |
| G. Agostinetto | 22       | 36       | 14       | 18       | 27       | 22     | 36     | 14     | 18     | 27     |
| E. Bruno       | 22       | 1        | 1        | -        | -        | 22     | 1      | 1      | -      | -      |
| L. Fresco      | 19       | 89       | 74       | 11       | 10       | 19     | 89     | 74     | 11     | 10     |
| V. Giacomel    | 12       | 1        | -        | -        | 2        | 12     | 1      | -      | -      | 2      |
| K. Leggs       | 21       | 130      | 81       | 45       | 18       | 21     | 130    | 81     | 45     | 18     |
| M. Lestini     | 22       | 175      | 149      | 20       | 28       | 22     | 175    | 149    | 20     | 28     |
| K. Richey      | 12       | 35       | 30       | 3        | 13       | 12     | 35     | 30     | 3      | 13     |
| A. Santini     | 22       | 182      | 163      | 13       | 15       | 22     | 182    | 163    | 13     | 15     |
| H. Spelman     | 17       | 185      | 148      | 14       | 16       | 17     | 185    | 148    | 14     | 16     |
| M. Vujko       | 19       | 27       | 18       | 9        | 9        | 19     | 27     | 18     | 9      | 9      |
| J. Walker      | 21       | 108      | 82       | 23       | 17       | 21     | 108    | 82     | 23     | 17     |
| L. Zecchin     | 20       | 6        | 1        | 2        | 14       | 20     | 6      | 1      | 2      | 14     |

P = presenze; PT = punti totali; AV = attacchi vincenti; MV = muri vincenti; BV = battute vincenti